# Kobylniki (powiat sieradzki)
Kobylniki – wieś w Polsce położona w województwie łódzkim, w powiecie sieradzkim, w gminie Błaszki.
W latach 1975–1998 miejscowość należała administracyjnie do województwa sieradzkiego.
Nazwa wsi wskazuje, że była niegdyś wsią służebną, w której hodowano konie. Pierwsza wzmianka pochodzi z 1421 r. W XVIII w. i w 1 poł. XIX w. miejscowość wchodziła w skład dóbr Góra i należała do Jezierskich. Ostatnim właścicielem Kobylników był Andrzej Potworowski. Zachował się tu dwór z pocz. XX w. w otoczeniu parku angielskiego.

## Zabytki
Według rejestru zabytków Narodowego Instytutu Dziedzictwa na listę zabytków wpisane są obiekty:
- zespół dworski, XIX w., pocz. XX w.:
  - dwór, nr rej.: 363 z 29.06.1988
  - park, nr rej.: 369 z 31.12.1990